# Carnitina-acilcarnitina translocasa
La carnitina-acilcarnitina translocasa (CACT) és una proteïna constituïda per 301 aminoàcids i codificada pel gen SLC25A20. Es troba a la membrana mitocondrial interna i és responsable del transport cap a la matriu i cap a l'espai intermembrana del mitocondri de carnitina i acilcarnitina.

## Funció
Aquest enzim antiporter antiparal·lel és necessari, ja que els àcids grassos de cadena llarga (12-18 C) no poden traspassar les membranes mitocondrials. Així, permet que els àcids grassos puguin oxidar-se entrant en el metabolisme de la seva degradació. Els àcids grassos de cadena curta poden creuar la membra interna sense necessitat d'aquesta translocasa.
Perquè es doni el cicle de la translocasa es necessita la intervenció de 2 enzims:

- Primerament, el grup acil de l'acil-CoA és transferit sobre la molècula portadora carnitina formant-se la síntesi d'acilcarnitina. Aquesta transesterificació permet que es mantingui inalterat l'enllaç tioèster de l'acil-CoA en forma d'èster de carnitina. Aquesta reacció és catalitzada per l'enzim acilcarnitina transferasa I, localitzat en la membrana mitocondrial externa.[7][8] El CoA lliure serà utilitzat per a activar un altre àcid gras. Llavors, l'èster acilcarnitina, per difusió, entra a la matriu mitocondrial gràcies a l'acilcarnitina translocasa.[9]
- En la matriu mitocondrial, l'acilcarnitina transferasa II, que es troba en la cara de la matriu de la membrana interna mitocondrial, enllaça el grup acil activat amb el CoA lliure. Aquesta reacció, també de transesterificació, permet la regeneració de l'acil-CoA.[10]

L'acil-Coa podrà, en conseqüència, pot entrar en la B-oxidació. La carnitina difon a través de la membrana gràcies, un altre cop, a la carnitina-acicarnitina translocasa i torna a l'espai intermembrana. D'aquesta manera, torna a començar el cicle de la translocasa.

## Deficiència de la carnitina-acilcarnitina translocasa
Defectes en SLC25A20 són la causa de la deficiència de carnitina-acilcarnitina translocasa (deficiència CATC). Es tracta d'una deficiència autosòmica recessiva que afecta a l'oxidació mitocondrial dels àcids grassos de cadena llarga.
Com que presenta un patró autosòmic recessiu significa que la persona afectada ha rebut una còpia defectuosa del gen de cadascun dels seus pares. En la majoria dels casos, els progenitors són portadors del gen defectuós i no presenten la malaltia.
Com a conseqüència, els àcids grassos de cadena llarga no poden passar la membrana mitocondrial traduint-se en una disminució del metabolisme dels àcids grassos. Això fa que hi hagi un augment del nombre de gotes de greix en músculs i fetge, disminució de la tolerància a l'exercici a llarg termini, la incapacitat de dejunar per més d'unes hores, debilitat muscular i atròfia, olor d'àcid fort en la respiració (degut a la degradació de proteïnes).
Generalment, és letal en poques hores o dies després del naixement, provocant una mort sobtada. Els símptomes que caracteritzen al seu fenotip clínic normalment inclouen per l'acumulació d'àcids grassos: en el fetge (hepatomegàlia severa amb funció hepàtica anormal), músculs (amb debilitat muscular) i cor (cardiomiopatia); hipoglucèmia, i coma, que finalment condueixen a la mort.